# Paris-Est d.school
 (septembre 2024).

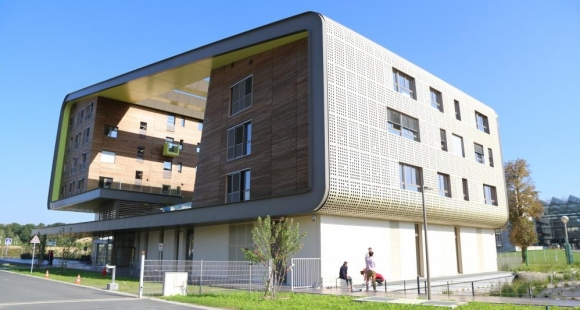
Bâtiment Coriolis à énergie positive de Paris-Est d.school.

La d.school Paris est une école supérieure de design thinking affiliée à l'École nationale des ponts et chaussées située sur le Campus Descartes à Marne-la-Vallée (Seine-et-Marne).
« Le design thinking est une discipline qui utilise la sensibilité, les outils et méthodes des designers pour permettre à des équipes multidisciplinaires d’innover en mettant en correspondance attentes des utilisateurs, faisabilité et viabilité économique. »
Traduction libre adaptée de Tim Brown, directeur général d'IDEO, HBR, 2009.

## Le processus de la d.school Paris
La d.school Paris utilise principalement deux processus de référence : celui de la d.school de Stanford pour les cours-projets initiatiques, et la troisième génération du processus IDEO (popularisé par Tim Brown) pour les projets de niveau expert. La d.school Paris insiste sur le caractère cyclique et itératif.

## Un cycle itératif en trois étapes

### L’inspiration
La première et principale source d’inspiration s’appuie sur des recherches ethnographiques dont l’objectif est de comprendre les contraintes, les problèmes, les attentes et les rêves de ceux pour quoi on veut innover. Conversations dynamiques et observations en contexte réel sont deux outils majeurs parmi une cinquantaine. En fonction des projets, ces outils de recherches ethnographiques sont adaptés et les sources d’inspiration élargies (science-fiction, biomimétisme, benchmarks culturels et historiques…).

### L’idéation
C’est une étape en trois phases : créativité / prototypage rapide / test avec utilisateurs en contexte réel. L’objectif est de donner rapidement forme aux idées pour les partager et en comprendre les conséquences en matière d'expérience vécue par les utilisateurs et de faisabilité technique. La d.school Paris cherche à imaginer l’expérience idéale pour l’utilisateur par itération successive.

### L’implémentation
L’objectif est d’introduire la solution imaginée et souhaitée dans la réalité. L’utilisation du storytelling pour créer un momentum collectif, la réalisation d’un pilote (sous forme d’une prototype final par exemple pour démontrer la faisabilité technique) et une réflexion visuelle sur le modèle économique et une simulation des opérations si lancement sont parmi les outils clefs du design thinking.
L’art de penser par le dessin (Pensée visuelle ou visual thinking), les techniques de créativité, l’art de raconter une histoire (storytelling), la réflexivité sur ses découvertes et sa pratique, sont parmi les techniques transverses à l’ensemble des différentes étapes.
La d.school Paris pense qu’il est fondamental pour toute école ou entreprise d’adapter la phase d’implémentation en fonction du degré final de réalisation possible et du processus interne de l’organisation qui lancera et mettra en œuvre le projet. La capacité de mobiliser les acteurs clefs doit être enclenchée dès le début par des actions de communication, dites dissémination.